# Пам'ятки історії Джанкойського району
На території Джанкойського району Криму нараховується 67 пам'яток історії та монументального мистецтва, з них 55 — у місті Джанкой. Усі — місцевого значення.
| № п/п              | Обліковий номер | Найменування пам'ятника | дата                                                                                | Місто                     | Розташування                                                           | Рішення про взяття на облік                       | фото       |
| м. Джанкой         | м. Джанкой      | м. Джанкой | м. Джанкой                                                                          | м. Джанкой                | м. Джанкой                                                             | м. Джанкой                                        | м. Джанкой |
| ------------------ | --------------- | --- | ----------------------------------------------------------------------------------- | ------------------------- | ---------------------------------------------------------------------- | ------------------------------------------------- | ---------- |
| 1                  | 252-АР          | Пам'ятник воїнам-авіаторам. | 1965 р.                                                                             | Джанкой                   | перехрестя вулиць Леніна та Московської біля шосе Сімферополь — Москва | Наказ МКтаТ України від 24.09.2008 № 1001/0/16-08 |            |
| 2                  | 257             | Пам'ятник В. І. Леніну. | 1955 р., заміна — 21 квітня 1979 р.                                                 | Джанкой                   | ріг вулиць Калініна і Р. Люксембург, біля кінотеатру «Жовтень»         | Рішення КО від 05.09.1969 № 595                   |            |
| 3                  | 4250-АР         | Місце масової загибелі радянських громадян (фашистський табір для поранених радянських військовополонених та цивільних осіб)                                                                                      | 1941—1944 рр.                                                                       | Джанкой                   | вул. Інтернаціональна, 22, школа № 1                                   | Наказ МКтаТ України від 24.09.2008 № 1001/0/16-08 |            |
| 4                  | 2236-АР         | Місце масової загибелі громадян (пересильний табір для радянських військовополонених). | пам'ятник споруджено в 1976 р.                                                      | Джанкой                   | вул. Кримська, 1, територія консервного заводу                         | Наказ МКтаТ України від 24.09.2008 № 1001/0/16-08 |            |
| 5                  | 3184-АР         | Пам'ятний знак на місці загибелі радянських громадян (ділянка колишнього протитанкового рову — місце масових розстрілів військовополонених та мирних громадян).                                                   | меморіальна дошка — 1988 р.                                                         | Джанкой                   | вул. Жовтнева, 241/112, територія АТП — 11074                          | Наказ МКтаТ України від 24.09.2008 № 1001/0/16-08 |            |
| 6                  | 3086-АР         | Пам'ятний знак на честь воїнів 19-го танкового корпусу (танк «ІС-2»). Дата події: 1944 р. | 1985 р.                                                                             | Джанкой                   | вул. Жовтнева, поблизу об'їзного кільця                                | Наказ МКтаТ України від 24.09.2008 № 1001/0/16-08 |            |
| 7                  | 4108-АР         | Могила невідомого льотчика, який загинув у роки ВВВ | 1943 р.                                                                             | Джанкой                   | вул. Титова, цивільне кладовище                                        | Наказ МКтаТ України від 24.09.2008 № 1001/0/16-08 |            |
| 8                  | 253-АР          | Братська могила радянських воїнів | 1941—1944 рр.                                                                       | Джанкой                   | вул. Титова, цивільне кладовище, військовий сектор                     | Наказ МКтаТ України від 24.09.2008 № 1001/0/16-08 |            |
| 9                  | 2810-АР         | Могила Героя Радянського Союзу А. В. Немкова | березень 1972 р.                                                                    | Джанкой                   | вул. Титова, цивільне кладовище, військовий сектор                     | Наказ МКтаТ України від 24.09.2008 № 1001/0/16-08 |            |
| 10                 | 254-АР          | Братська могила радянських партизан | січень — березень 1942 р. Перепоховання — 1950-ті роки.                             | Джанкой                   | вул. Титова, цивільне кладовище, західна частина                       | Наказ МКтаТ України від 24.09.2008 № 1001/0/16-08 |            |
| 11                 | 1937-АР         | Могила Р. Р. Магалашвілі | 1941 р.                                                                             | Джанкой                   | вул. Титова, цивільне кладовище, північно-східна окраїна               | Наказ МКтаТ України від 24.09.2008 № 1001/0/16-08 |            |
| 12                 | 2811-АР         | Пам'ятник Герою Радянського Союзу Я. І. Чапічеву. | листопад 1979 р.                                                                    | Джанкой                   | вул. Чкалова, локомотивне депо, ст. Джанкой                            | Наказ МКтаТ Україна від 24.09.2008 № 1001/0/16-08 |            |
| Джанкойський район |                 | |                                                                                     |                           |                                                                        |                                                   |            |
| 1                  | 1004            | Меморіальний комплекс: а) Могила Ф. І. Пріходько б) Братська могила радянських воїнів в) Пам'ятний знак на честь воїнів односельців, полеглих на фронтах ВВВ                                                      | 1928 р., перепоховання — 1960 р. 1941—1944 рр., перепоховання 1966 р. 1941—1944 рр. | п. Азовське               | вул. Гагаріна, парк ім. Ю. О. Гагаріна                                 | Рішення КО від 05.09.1969 № 595                   |            |
| 2                  | 1019            | Братська могила червоноармійців 30-ї Іркутської стрілецької дивізії | 11—12 листопада 1920 р.                                                             | с. Єрмакове               | шосе Сімферополь — Москва                                              | Рішення КО від 05.09.1969 № 595                   |            |
| 3                  | 1020            | Братська могила радянських воїнів | жовтень 1941 р., січень 1942 р., квітень 1944 р.                                    | с. Придорожнє             | поблизу шосе Сімферополь — Москва                                      | Рішення КО від 05.09.1969 № 595                   |            |
| 4                  | 1021            | Братська могила червоноармійців та членів підпільної групи | листопад 1920 р., лютий 1942 р., перепоховання в 1975 р.                            | с. Солоне Озеро           | біля будівлі залізничної станції                                       | Рішення КО від 05.09.1969 № 595                   |            |
| 5                  | 1009            | Братська могила радянських воїнів | жовтень 1941 р.; 1944 р. перепоховання в 1969 р.                                    | с. Завіт-Ленінський       | вул. Шевченка, сквер біля школи                                        | Рішення КО від 05.09.1969 № 595                   |            |
| 6                  | 1936            | Могила Григорія Науменка (матроса Чорноморського флоту) | квітень 1944 р.                                                                     | с. Солонцеве              | сільське кладовище                                                     | Рішення КО від 15.01.1980 № 16                    |            |
| 7                  | 1011            | Братська могила радянських воїнів | жовтень 1941 р. квітень 1944 р.                                                     | с. Зелений Яр             | сільське кладовище                                                     | Рішення КО від 05.09.1969 № 595                   |            |
| 8                  | 1012            | Братська могила радянських льотчиків | квітень 1944 р., перепоховання в 1966 р.                                            | с. Зарічне                | сквер біля Будинку культури                                            | Рішення КО від 05.09.1969 № 595                   |            |
| 9                  | 255             | Братська могила радянських воїнів | 1941—1944 рр.                                                                       | с. Ізумрудне              | біля шосе Джанкой — Красноперекопськ                                   | Рішення КО від 05.09.1969 № 595                   |            |
| 10                 | 258             | Пам'ятник В. І. Леніну. | 1966 р., заміна — 1978 р.                                                           | с. Ізумрудне              | біля Палацу культури                                                   | Рішення КО від 05.09.1969 № 595                   |            |
| 11                 | 1008            | Братська могила радянських воїнів | вересень-жовтень 1941 р.                                                            | с. Калинівка              | сільське кладовище                                                     | Рішення КО від 05.09.1969 № 595                   |            |
| 12                 | 3163            | Пам'ятний знак на честь воїнів-односельців. | 1985 р.                                                                             | с. Кіндратове             | біля Будинку культури                                                  | Рішення КО від 20.02.1990 № 48                    |            |
| 13                 | 1005            | Братська могила радянських воїнів | 1941—1944 рр., перепоховання в 1966 р.                                              | с. Совєтське              | сільське кладовище                                                     | Рішення КО від 05.09.1969 № 595                   |            |
| 14                 | 3160            | Пам'ятний знак на честь воїнів-односельців. | 1985 р.                                                                             | с. Кримка                 | навпроти школи                                                         | Рішення КО від 20.02.1990 № 48                    |            |
| 15                 | 1026            | Могила невідомого радянського воїна-танкіста | 1944 р.                                                                             | с. Кримка                 | вул. Бобелева, парк                                                    | Рішення КО від 05.09.1969 № 595                   |            |
| 16                 | 1014            | Братська могила радянських воїнів | квітень 1944 р.                                                                     | с. Лобанове               | сільське кладовище                                                     | Рішення КО від 05.09.1969 № 595                   |            |
| 17                 | 1920            | Пам'ятник Е. І. Лобанову. | 1941—1944 рр., травень 1974 р.                                                      | с. Лобанове               | вул. Гагаріна                                                          | Рішення КО від 15.01.1980 № 16                    |            |
| 18                 | 1016            | Могила К. І. Мельника | 1941 р.                                                                             | с. Мар'їне                | сільське кладовище                                                     | Рішення КО від 05.09.1969 № 595                   |            |
| 19                 | 1015            | Братська могила радянських воїнів | квітень 1944 р.                                                                     | с. Мар'їне                | вул. Артилерійська                                                     | Рішення КО від 05.09.1969 № 595                   |            |
| 20                 | 1017            | Братська могила радянських воїнів | 1941—1944 рр., Перепоховання в 1966 р.                                              | с. Луганське              | сільське кладовище                                                     | Рішення КО від 05.09.1969 № 595                   |            |
| 21                 | 1928            | Братська могила жертв фашистського терору | січень 1942 р.                                                                      | с. Майське                | сільське кладовище                                                     | Рішення КО від 15.01.1980 № 16                    |            |
| 22                 | 1018            | Братська могила жертв фашистського терору | лютий 1942 р.                                                                       | с. Майське                | вул. Травнева                                                          | Рішення КО від 05.09.1969 № 595                   |            |
| 23                 | 1037            | Пам'ятник В. І. Леніну. | 1966 р.                                                                             | с. Майське                | вул. Сумська                                                           | Рішення КО від 05.09.1969 № 595                   |            |
| 24                 | 1927            | Могила невідомого радянського воїна | квітень 1944 р.                                                                     | Травневий с/с, с. Польове | сільське кладовище                                                     | Рішення КО від 15.01.1980 № 16                    |            |
| 25                 | 1010            | Братська могила радянських воїнів | 1941—1944 рр.                                                                       | с. Маслове                | сільське кладовище                                                     | Рішення КО від 05.09.1969 № 595                   |            |
| 26                 | 1934            | Могила невідомого радянського воїна | квітень 1944 р.                                                                     | с. Маслове                | сільське кладовище                                                     | Рішення КО від 15.01.1980 № 16                    |            |
| 27                 | 1935            | Могила невідомого радянського воїна | квітень 1944 р.                                                                     | с. Маслове                | сільське кладовище                                                     | Рішення КО від 15.01.1980 № 16                    |            |
| 28                 | 2945            | Пам'ятний знак на честь воїнів-односельців. | 1980 р.                                                                             | с. Маслове                | вул. Леніна                                                            | Рішення КО від 21.06.1983 № 362                   |            |
| 29                 | 1922            | Пам'ятник воїнам-односельцям, загиблим на фронтах ВВВ в 1941—1945 рр. | Травень 1973 р., заміна — 2011 р.                                                   | с. Медведівка             | поблизу траси Сімферополь — Москва                                     | Рішення КО від 15.01.1980 № 16                    |            |
| 30                 | 1007            | Братська могила радянських воїнів | жовтень 1941 р. квітень 1944 р., перепоховання в 1965 р.                            | с. Дніпровка              | пров. Садовий, між будинками 10 і 12                                   | Рішення КО від 05.09.1969 № 595                   |            |
| 31                 | 1022            | Братська могила радянських воїнів | 1941—1944 рр.                                                                       | с. Новокримське           | вул. Проїжджа, поблизу шосе Джанкой — Красноперекопськ                 | Рішення КО від 05.09.1969 № 595                   |            |
| 32                 | 1023            | Братська могила радянських воїнів | квітень 1944 р.                                                                     | с. Пахарівка              | вул. Молодіжна, парк                                                   | Рішення КО від 05.09.1969 № 595                   |            |
| 33                 | 1013            | Братська могила радянських воїнів | 1941—1944 рр.                                                                       | с. Побєдне                | 100 м на південний захід від молочнотоварної ферми                     | Рішення КО від 05.09.1969 № 595                   |            |
| 34                 | 2943            | Пам'ятний знак на честь воїнів-односельців. | вересень 1981 р.                                                                    | с. Побєдне                | вул. Леніна                                                            | Рішення КО від 21.06.1983 № 362                   |            |
| 35                 | 1926            | Братська могила радянських воїнів (П. Ф. Давидов і П. І. Ніколаєнко) | квітень 1944 р., перепоховання в 1966 р.                                            | с. Нове Життя             | вул. Ювілейна, за Будинком культури, у сквері.                         | Рішення КО від 15.01.1980 № 16                    |            |
| 36                 | 1031            | Пам'ятний знак на честь воїнів-односельців. | 1967 р.                                                                             | с. Просторне              | вул. Кримська, біля Будинку культури                                   | Рішення КО від 05.09.1969 № 595                   |            |
| 37                 | 1032            | Пам'ятний знак на честь воїнів-односельців. | листопад 1974 р.                                                                    | с. Стефанівка             | вул. Леніна, біля будівлі клубу                                        | Рішення КО від 05.09.1969 № 595                   |            |
| 38                 | 3091            | Могила А. Ф. Вайнера | жовтень 1943 р.                                                                     | с. Зернове                | сільське кладовище                                                     | Рішення КО від 15.04.1986 № 164                   |            |
| 39                 | 1006            | Братська могила радянських воїнів | березень 1942 р., травень 1944 р., перепоховання у травні 1966 р.                   | с. Краснодольне           | сільське кладовище                                                     | Рішення КО від 05.09.1969 № 595                   |            |
| 40                 | 1932            | Пам'ятний знак на честь воїнів-односельців. | листопад 1974 р.                                                                    | с. Рощино                 | вул. Леніна, біля Палацу культури                                      | Рішення КО від 15.01.1980 № 16                    |            |
| 41                 | 1024            | Братська могила радянських льотчиків | квітень 1944 р.                                                                     | с. Світле                 | вул. Першотравнева, парк                                               | Рішення КО від 05.09.1969 № 595                   |            |
| 42                 | 1025            | Братська могила радянських воїнів | 1941—1942 рр.                                                                       | с. Стальне                | біля будівлі пошти                                                     | Рішення КО від 05.09.1969 № 595                   |            |
| 43                 | 1938            | Пам'ятний знак на честь воїнів-односельців. | 1973 р.                                                                             | с. Стальне                | біля правління                                                         | Рішення КО від 15.01.1980 № 16                    |            |
| 44                 | 3089            | Пам'ятний знак на честь воїнів-односельців, полеглих на фронтах ВВВ. Дата подій: 1941—1945 рр. | 9 травня 1983 р.                                                                    | с. Табачне                | біля Будинку культури                                                  | Рішення КО від 15.04.1986 № 164                   |            |
| 45                 | 1028            | Братська могила радянських воїнів | 1943—1944 рр., 1970 р.                                                              | с. Томашівка              | 20 км на північ від села, берег Сиваша навпроти о-ва Російського       | Рішення КО від 07.04.1972 № 168                   |            |
| 46                 | 1029            | Братська могила радянських воїнів | жовтень 1941 р. 1943 р., 1944 р., перепоховання в 1984 р.                           | с. Томашівка              | біля контори                                                           | Рішення КО від 05.09.1969 № 595                   |            |
| 47                 | 1027            | Братська могила радянських воїнів | жовтень 1941 р., 1943—1944 рр., перепоховання в 1967 р.                             | с. Цілинне                | 100 м на схід від школи                                                | Рішення КО від 05.09.1969 № 595                   |            |
| 48                 | 3211            | Пам'ятний знак на честь воїнів-танкістів. | 1985 р.                                                                             | с. Цілинне                | сквер у центрі села                                                    | Рішення КО від 20.02.1990 № 48                    |            |
| 49                 | 3162            | Пам'ятний знак на честь воїнів-визволителів (літак-бомбардувальник «ІЛ-28». | 1985 р.                                                                             | с. Чайкіне                | біля школи                                                             | Рішення КО від 20.02.1990 № 48                    |            |
| 50                 | 3161            | Пам'ятний знак на честь воїнів-односельців. | 1985 р.                                                                             | с. Ярке                   | біля контори                                                           | Рішення КО від 20.02.1990 № 48                    |            |
| 51                 | 1930            | Братська могила радянських воїнів | жовтень 1941 р.                                                                     | с. Находка                | сільське кладовище                                                     | Рішення КО від 15.01.1980 № 16                    |            |
| 52                 | 1931            | Братська могила радянських воїнів | жовтень 1941 р.                                                                     | с. Слов'янка              | сільське кладовище                                                     | Рішення КО від 15.01.1980 № 16                    |            |
| 53                 | 3090            | Братська могила радянських воїнів | жовтень 1941 р.                                                                     | с. Слов'янка              | сільське кладовище                                                     | Рішення КО від 15.04.1986 № 164                   |            |
| 54                 | 1849            | Братська могила радянських воїнів та пам'ятний знак на честь воїнів-односельчан (поховано 14 воїнів-авіаторів, серед них Герой Радянського Союзу Л. П. Павлов) Дата подій: 1941—1944 рр., Перепоховання в 1972 р. | травень 1972 р.                                                                     | с. Ярке Поле              | сквер біля будівлі школи                                               | Рішення КО від 15.01.1980 № 16                    |            |
| 55                 | 1923            | Могила С. С. Дударя та пам'ятний знак на честь воїнів-односельчан. | травень 1975 р.                                                                     | с. Яснополянське          | вул. Ленінська, напроти будівлі школи                                  | Рішення КО від 15.01.1980 № 16                    |            |
|                    |                 | |                                                                                     |                           |                                                                        |                                                   |            |